# IC 5186
IC 5186 ist eine Balken-Spiralgalaxie vom Hubble-Typ SBb im Sternbild Kranich am Südsternhimmel. Sie ist schätzungsweise 220 Millionen Lichtjahre von der Milchstraße entfernt und hat einen Durchmesser von etwa 120.000 Lichtjahren.
Im selben Himmelsareal befinden sich u. a. die Galaxien IC 5179 und IC 5199.
Das Objekt wurde am 19. Juli 1897 von Lewis Swift entdeckt.